# Johanna Hagström
Johanna Hagström (27 marzo 1998) è una fondista svedese.

## Biografia
Attive in gare FIS dal novembre del 2014, Johanna Hagström in Coppa del Mondo ha esordito il 21 gennaio 2017 a Ulricehamn (59ª) e ha ottenuto il primo podio il 16 febbraio 2019 a Cogne in sprint (3ª). Ai Mondiali di Oberstdorf 2021, sua prima presenza iridata, si è classificata 4ª nella sprint, mentre ai quelli di Planica 2023 si è piazzata 10ª nella medesima specialità. Il 30 novembre 2024 ha conquistato la prima vittoria in Coppa del Mondo nella sprint a tecnica classica di Kuusamo e ai successivi Mondiali di Trondheim 2025 si è piazzata 11ª nella sprint.

## Palmarès

### Mondiali juniores
- 1 medaglia:
  - 1 bronzo (staffetta a Goms 2018)

### Olimpiadi giovanili
- 2 medaglie
  - 1 oro (sprint a Lillehammer 2016)
  - 1 argento (cross a Lillehammer 2016)

### Coppa del Mondo
- Miglior piazzamento in classifica generale: 18ª nel 2023
- 9 podi (7 individuali, 2 a squadre):
  - 1 vittoria (individuale)
  - 6 secondi posti (4 individuali, 2 a squadre)
  - 2 terzi posti (individuali)

#### Coppa del Mondo - vittorie
| Data             | Località | Nazione   | Spec. |
| ---------------- | -------- | --------- | ----- |
| 30 novembre 2024 | Kuusamo  | Finlandia | SP TC |

Legenda:

TC = tecnica classica

SP = sprint

#### Coppa del Mondo - competizioni intermedie
- 1 podio di tappa:
  - 1 secondo posto